# 特萊福明縣
5°07′44″S 141°38′10″E / 5.129°S 141.636°E
特萊福明縣（英語：Telefomin District），是巴布亞新畿內亞的縣份之一，位於新畿內亞島西北部，由桑道恩省負責管轄，首府設於特萊福明，面積16,333平方公里，2011年人口48,882，人口密度每平方公里3人。